# 伦敦桥 (儿歌)
《伦敦桥》（英語：London Bridge Is Falling Down）又译《伦敦大桥倒塌了》、《倫敦鐵橋垮下來》、《伦敦大桥垮下来》、《伦敦桥要塌了》等，是一首知名的英国传统童谣。歌曲里所唱的“伦敦大桥”指的是伦敦桥，而不是伦敦塔桥。伦敦桥过去是连接泰晤士河南北两岸唯一的桥梁，歌中所唱的就是老伦敦桥因年久失修而快要倒塌的事。

## 歌詞
歌词的版本很多，通常第一段是这样的：
London Bridge is falling down, 

Falling down, Falling down. 

London Bridge is falling down,

My fair lady.

## 起源和含義
歌曲的含義還不清楚。可能只是簡單的與建造跨越泰晤士河的橋時困難重重有關，但也有一些其他的理論。

### 北歐海盜攻擊理論
起源理論中的一個是：歌曲和1014（或1009）年倫敦大橋被挪威奧拉夫二世摧毀的假設有關。1844年由塞繆爾·拉寧出版的北歐傳奇挪威王列傳譯本包含了一段 Óttarr svarti 的詩。該詩有些類似童謠：
London Bridge is broken down. —

Gold is won, and bright renown.

Shields resounding,

War-horns sounding,

Hild is shouting in the din!

Arrows singing,

Mail-coats ringing —

Odin makes our Olaf win!
然而，由現代的翻譯中可以十分清楚的知道，拉寧當時以童謠為模子來進行他相當「自由」的翻譯，在一開始的詩中沒有提及倫敦橋，而這首詩也不太可能是《倫敦橋》的早期版本。某些歷史學家甚至質疑是否曾發生過這種攻擊事件。

### 孩童犧牲理論
關於埋葬（可能還活著的）小孩（人柱）到橋基裡的理論出自於愛麗絲·柏莎·高姆（此为原名，後稱為高姆小姐（Lady Gomme））的 The Traditional Games of England, Scotland and Ireland （1894-8）一書，並被總是抱持懷疑的艾奧娜（Iona）和彼得·奧佩（Peter Opie）「發揚光大」。這想法根基於一種「原始」文化的思想，即只要把人埋在橋的地基裡，這橋就不會倒。但至今並沒有考古證據顯示倫敦橋的橋基裡有任何人類軀體。
- 瓦立克郡（Warwickshire）斯通萊公園（英语：Stoneleigh Park）的利（Leigh）家有個家族傳統，他們相信建築下有人的獻祭活動。[11]

### 仙女
已有數個試圖解釋歌詞中提到的仙女（'fair lady', 'lady gay' 或 lady 'lee/lea'）的嘗試，包括：
- 蘇格蘭的瑪蒂爾達（1080–1118），亨利一世的妻子，與許多在1110年到1118年間興建的一系列橋樑有關，這些橋橫跨 Bow 與史特拉福（Stratford）間的利河（River Lea）和其支流，連接倫敦和科爾切斯特。[9]
- 普羅旺斯的埃莉諾（1223–1291），亨利三世的妻子，掌握1269年到約1281年的橋樑稅收。[9]

## 其他版本
類近的歌韻早已從英格蘭傳遍歐洲，包括丹麥的歌謠《Bro, Bro Brille》、德國的歌謠《Die Magdeburger Brück》、法國自16世紀已唱頌的《Pont chus》，以及14世紀的意大利歌謠《Le porte》。亦有可能這些歌謠的樂韻，組成這首在英倫三島非常家喻戶曉的歌謠。
粵語版本《倫敦橋》的曲名為《有隻雀仔跌落水》（意思是：有一隻小鳥跌落水中）。反對逃犯條例修訂草案運動中，有人以《有隻雀仔跌落水》的粤语改编版《有班警察毅進仔》讽刺香港警察。

## 相關遊戲
《倫敦橋》的音韻成為多種不同種類的兒童遊戲時的伴唱曲目。其中一種為人熟悉的兒童遊戲，是由兩名玩家站在兩邊，舉高並互握雙手形成一道橋拱，而其他玩家連串成一長列，當大家唱起《倫敦橋》的時候，那一列的玩家便連串地走過那道「橋拱」，而當唱到尾聲時，那兩名站在兩邊的玩家便將高舉的雙手放下，就如同倫敦橋塌下的狀況，將正正穿越二人的那個玩家捉著，那個被捉著的玩家便輸了。
在美國這些輸家通常會被集在一起，然後兩邊對壘地玩拔河。

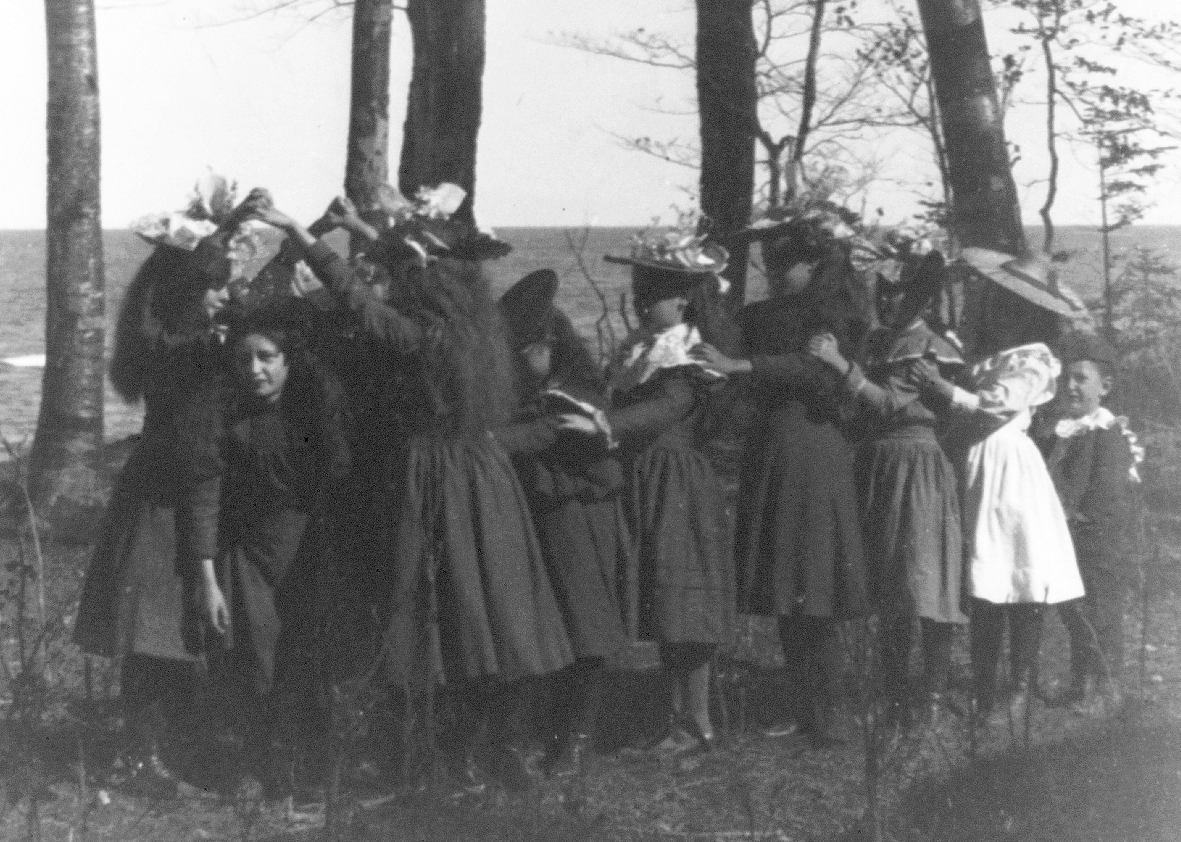
玩《倫敦橋》遊戲的女孩們，攝於1898年。

## 文化影響
這首歌與文化方面影響不少，包括了：
政治
- 英国政府把英女王伊丽莎白二世驾崩的暗号定为“伦敦大桥倒塌了”。[15]

詩文
- 現代主義 詩人 T.S.艾略特於诗集《荒原》使用了此歌曲首兩句。[16]

電影
- 1993年電影Falling Down是受到此歌曲啟發，並於電影內歌唱此歌曲。

流行音樂
- Walter Kaner一首在第二次世界大戰時期，名為「もしもし、あのね」（Moshi, Moshi Ano-ne）的歌，和倫敦鐵橋垮下來相同的旋律很受日本的孩童和美國大兵歡迎，以至於美國陸軍的報紙 Stars and Stripes 把這首歌稱作「日本佔領主題曲」（the Japanese occupation theme song）。
- 肆無忌憚樂團（Mindless Self Indulgence）有首叫做「倫敦橋」（London Bridge）的歌，不過這首歌和原來那首沒甚麼關係。
- 在2006年1月4日，菲姬發行了最當代版的「倫敦大橋」（London Bridge）作為她的專輯菲常妖姬（The Dutchess）的第一首單曲。
- 新金屬（Nu-metal）樂團Korn在 Shoots and Ladders 一曲裡使用了倫敦鐵橋垮下來裡頗受歡迎的副歌，表達這首童謠背後被壓抑的邪惡意義。
- 英國龐克樂團 Anti-Nowhere League 在 Streets of London 一曲的翻唱版裡使用了來自倫敦鐵橋垮下來的片段，這首歌說的是關於被欺壓的倫敦人的事。
- 來自波士頓的 State Radio 樂團的 Riddle in London Town 在一行歌詞裡提到了倫敦鐵橋垮下來，那行歌詞是「It ain't the bridges that are falling down.」
- 來自美國舊金山的樂團 Switchblade Symphony 在他們 Serpentine Gallery 專輯的 Gutter Glitter 一曲裡用了這首童謠的一段詞。
- 華語流行音樂女子團體S.H.E在《Play》專輯中收錄的曲目《倫敦大橋垮下來》副歌部分引用這首童謠的旋律。

電視節目
- 在1966年，Lucille Ball 主演的黃金時段電視特別節目 Lucy in London 裡，Dave Clark Five 出現的時候唱了倫敦鐵橋垮下來。
- BBC影集 A Ghost Story for Christmas 的 A Warning to the Curious 一集裡提到該童謠表達關於獻祭處女的墳墓的意思
- 電視節目 Dark Shadows（1966 - 1971）以一個幽靈女孩莎拉‧柯林斯（Sarah Collins）為特色，她的招牌演出是唱倫敦鐵橋垮下來。

足球界
- 伍尔弗汉普顿流浪者足球俱乐部的支持者常常用倫敦鐵橋垮下來的旋律作為他們的 Sandwell Town are going down 一曲的基底，這首歌提到關於他們的當地對手西布朗足球會的降級（relegation），這在2003年的英格蘭超級足球聯賽和2006年都有發生過。
- 英國的足球流氓以在比賽時唱這首童謠嘲弄警察而聞名，歌詞如：「Harry Roberts he's our friend, he's our friend, he's our friend. He kills coppers. Let him out to kill some more, kill some more.」 [17]

## 外部連結
- Lyrics to London Bridge（页面存档备份，存于）